# Особый порядок принятия судебного решения при согласии обвиняемого с предъявленным ему обвинением
Особый порядок принятия судебного решения при согласии обвиняемого с предъявленным ему обвинением — упрощенная («льготная») форма судебного разбирательства, в российском уголовном производстве — с 2002 года. Большинство дел в российских судах рассматривается в особом порядке .    
В соответствии с главой 40, а именно — со статьей 314 УПК РФ, обвиняемый вправе при наличии согласия государственного или частного обвинителя и потерпевшего заявить о согласии с предъявленным ему обвинением и ходатайствовать о постановлении приговора без проведения судебного разбирательства по уголовным делам о преступлениях небольшой и средней тяжести.
В случае постановления приговора в особом порядке наказание за преступление не может превышать двух третей максимального срока или размера наиболее строгого вида наказания, предусмотренного за совершенное преступление, что представляет собой определенную «льготу» для подсудимого.

## Отличие от зарубежных аналогов
Большинство ученых разграничивает соглашение о признании вины в системе англо-американского права и особый порядок принятия судебного решения. Основу их доводов составляет тот факт, что, в отличие от особого порядка, соглашение о признании вины является «настоящей» сделкой, когда обвинитель отказывается от части обвинения взамен на согласие обвиняемого с менее тяжкой его частью. В отношении особого порядка в российском уголовно-процессуальном законодательстве, по мнению Т. К. Рябининой, делается акцент на упрощение процедуры судебного разбирательства при условии согласия с предъявленным обвинением в полном объёме, а традиционный англо-американский вариант сделок о признании вины делает акцент на уменьшение объёма обвинения.

## Оценки
В современной научной литературе отмечается, что подсудимый, выбравший особый порядок, в частности, по преступлениям небольшой тяжести, «проигрывает», по другим оценкам — по мнению судьи Московского городского суда Усова, особенно привлекательным особый порядок выглядит для рецидивистов.
Генеральный прокурор Чайка отмечал, что особый порядок, в котором к 2010-х годах рассматривались до 70% дел, приводит к деградации следователя, так как, в этом случае, исключена состязательность. Ранее, на расширенной коллегии Генеральной прокуратуры, президент России Путин, обратив внимание на низкий профессиональный уровень российских следователей, сказал, что «следователи и дознаватели по делам, рассматриваемым в особом порядке, как известно, упрощают свою работу до предела».
В сентябре 2019 года судья одного из районных судов города Ярославля А. В. Курапин («рядовой судья» по оценкам прессы) вынес частное постановление адресованное Генеральному прокурору РФ Чайке, в котором призвал не препятствовать массовому рассмотрению уголовных дел в особом порядке. «Порочная практика беспричинного и бессмысленного препятствования прокуроров особому порядку рассмотрения уголовных дел распространилась по всей стране и доходит до абсурда», отмечает Курапин. Поводом послужило уголовное дело, которое по словам постановления судьи Курапина, рассматривалось два месяца, хотя могло бы быть рассмотрено за один день.  Прокуратура Ярославской области обжаловала решение по данному делу. Судья Курапин освобождён от должности по собственному желанию. По словам доктора юридических наук, адвоката А. Иванчина "негласное указание уменьшить количество дел, рассматриваемых в особом порядке, действительно существует", но это "попытка искусственно создать состязательность в процессе".«Адвокаты убеждают своих клиентов, что доказывать невиновность бессмысленно. Лучше во всем сознаться и получить более мягкое наказание; судьям проще иметь дело с теми, кто признает свою вину. Проще отправить в колонию, чем оправдать. По факту презумпции невиновности нет, есть презумпция виновности", отмечает Иванчин.